# Fuldaer Geschichtsverein
Der Fuldaer Geschichtsverein ist ein Geschichtsverein in der hessischen Stadt Fulda.
Der Verein „hat es sich zum Ziel gesetzt, die Geschichte, Kultur und Wirtschaft im räumlichen Bereich ehemaligen Fürstabtei Fulda zu erforschen und die Ergebnisse der Öffentlichkeit in Form von Vorträgen, Publikationen und Exkursionen zu vermitteln. [...] Derzeit nutzen 500 Mitglieder die Angebote des Fuldaer Geschichtsvereins.“
Der im Jahr 1896 gegründete Verein gibt seit 1902 die Fuldaer Geschichtsblätter heraus. Sie enthalten Artikel zur Geschichte von Fulda und Umgebung.